# Vrigne aux Bois
Vrigne aux Bois ist eine französische Gemeinde mit 3.524 Einwohnern (Stand 1. Januar 2022) im Département Ardennes in der Region Grand Est. Sie gehört zum Arrondissement Sedan und zum Kanton Sedan-1.
Die Gemeinde entstand mit Wirkung vom 1. Januar 2017 als Commune nouvelle durch die Zusammenlegung der früher selbstständigen Gemeinden Vrigne-aux-Bois und Bosseval-et-Briancourt, die in der neuen Gemeinde den Status einer Commune déléguée einnehmen. Zur Unterscheidung von der alten Gemeinde führt die neue Gemeinde in ihrem Namen keine Bindestriche mehr.

## Gliederung
| Ortsteil                          | ehemaliger INSEE-Code | Fläche (km²) | Einwohnerzahl zum 1. Januar 2022 |
| --------------------------------- | --------------------- | ------------ | -------------------------------- |
| Vrigne-aux-Bois (Verwaltungssitz) | 08491                 | 08,04        | 3.130                            |
| Bosseval-et-Briancourt            | 08072                 | 14,53        | .0394                            |

## Geographie
Vrigne aux Bois liegt im Norden Frankreichs an der Grenze zu Belgien. Die nördliche Gemeindegrenze deckt sich mit der Landesgrenze. Sedan liegt etwa zehn Kilometer südöstlich, Reims etwa 100 Kilometer südwestlich.

## Gemeindepartnerschaften
Vrigne aux Bois unterhält eine Partnerschaft mit der thüringischen Gemeinde Bad Tabarz sowie mit der französischen Gemeinde Ardin im Département Deux-Sèvres.

## Persönlichkeiten
- Jean Nicolas Gendarme (1769–1845), Metall-Industrieller, geboren und gestorben in Vrigne
- Marie-Louise Butzig (1944–2017), Fußballnationalspielerin, später Gemeinderätin und in Vrigne gestorben